# Реакции циклоприсоединения
Реакции синхронного присоединения — реакции присоединения, в которых атака на оба атома кратной связи осуществляется одновременно. Другое название реакций этого типа — реакции циклоприсоединения, так как конечным продуктом таких реакций являются циклические аддукты.
Существует две основных реакции этого типа:
- Присоединение к сопряженным системам — Реакция Дильса-Альдера, англ. Diels-Alder reaction
- 1,3-диполярное циклоприсоединение — Реакция Хьюсгена, англ. Huisgen reaction